# Nemesia gracilis
Nemesia gracilis är en flenörtsväxtart som beskrevs av George Bentham. Nemesia gracilis ingår i släktet nemesior, och familjen flenörtsväxter. Inga underarter finns listade i Catalogue of Life.